# Swiss Open 1984
Die Swiss Open 1984 im Badminton fanden vom 16. bis zum 18. März 1984 in Greifensee statt. Es war die 22. Austragung der internationalen Titelkämpfe im Badminton in der Schweiz.

## Finalresultate
| Disziplin    | Sieger                                | Finalist                            | Ergebnis         |
| ------------ | ------------------------------------- | ----------------------------------- | ---------------- |
| Herreneinzel | Uwe Scherpen                          | Guus van der Vlugt                  | 15:10, 15:9      |
| Dameneinzel  | Liselotte Blumer                      | Monique Hoogland                    | 11:5, 11:4       |
| Herrendoppel | Rolf Rüsseler Volker Eiber            | Uwe Scherpen Hans-Georg Fischedick  | 15:12, 15:6      |
| Damendoppel  | Monique Hoogland Erica van Dijck      | Liselotte Blumer Lisbeth Koch       | 15:9, 15:10      |
| Mixed        | Hans-Georg Fischedick Susanne Altmann | Alexander Almer Hertha Obritzhauser | 3:15, 15:8, 15:9 |